# شبكات داعمة للتطبيقات
يُطلق على الشبكات الداعمة للتطبيقات أحيانًا «الشبكات الذكية» أو «شبكات التوجيه القائمة على المحتوى» وهي بصفةٍ عامة تقنية شبكات يمكنها استخدام محتوى حزمة الشبكة أو الرسالة لاتخاذ بعض الإجراءات. وخلال انتشار الإنترنت، تم اتخاذ العديد من قرارات التوجيه بالطبقة الرابعة، بمعنى آخر، استنادًا إلى عنوان بروتوكول التحكم في الإرسال/بروتوكول الإنترنت (TCP/IP) و/أو رقم المَنفذ.
وتعمل الشبكات الداعمة للتطبيقات بالطبقة السابعة من حزمة اتصال النظم المفتوحة (OSI)، ونظرًا لأن بإمكانها فحص محتوى الرسالة، فإنها تتمكن من اتخاذ قرارات التوجيه استنادًا إلى عدة معايير مختلفة من بينها قيمة أمر الشراء أو تاريخ الشحن.
وتقوم معظم الشبكات الداعمة للتطبيقات بمعالجة البيانات المهيكلة الموجودة بتنسيق مقروء مثل لغة الرقم القابلة للامتداد إكس إم إل (XML).

## وصلات خارجية
- التعريف